# Paul Edward Berry
Paul Edward Berry (n. 1952) es un botánico y curador estadounidense . Es Director del Herbario del Estado de Wisconsin.
Recibió su Ph.D. en Botánica, de la Universidad Washington en San Luis, en 1980, realizando estudios de biogeografía.
Ha trabajado en sistemática del género Fuchsia L. 1753 (familia Onagraceae), en 110 especies de este género ornamental, de bosques del Neotrópico, y en Nueva Zelanda y en Tahití; estudiando la sistemática molecular de Fuchsia y análisis temporal molecular. Publicó un texto popular de especies nativas de Fuchsia, por Timber Press en 2004.

## Algunas publicaciones
- Berry, PE; W Hahn, KJ Sytsma, JC Hall, A Mast. 2003. Phylogenetic relationships and biogeography of Fuchsia (Onagraceae) based on non-coding nuclear and chloroplast DNA data. Am.J. of Botany

### Libros[1]
- richard Schargel, paul e. Berry, gerardo a. Aymard C.. 2009. Estudio de los suelos y la vegetación (estructura, composición florística y diversidad) en bosques macrotérmicos no-inundables, estado Amazonas, Venezuela (aprox. 01° 30'-- 05° 55' N; 66° 00'-- 67° 50' O). Biollania 9: edición especial. Ed. Museo de Ciencias Naturales (Guanare) 293 pp.

- paul e. Berry. Flora of the Venezuelan Guayana. Ilustrado, 9 vols. 10.000 especies centradas en los Altos de Guayana (región tepui) en el sur de Venezuela. Ed. Missouri Botanical Garden Press

- -------------, k. Yatskievych, b.k. Holst (eds.) 2003. Flora of the Venezuelan Guayana. Vol. VII. Myrtaceae a Plumbaginaceae. 765 pp. 646 figs. Missouri Botanical Garden Press

- La abreviatura «P.E.Berry» se emplea para indicar a Paul Edward Berry como autoridad en la descripción y clasificación científica de los vegetales.[2]